# Jagdgeschwader 331
A Jagdgeschwader 331 foi uma unidade aérea da Luftwaffe sendo dissolvida antes do início da Segunda Guerra Mundial.
I. Gruppe:

## Gruppenkommandeure
- Hptm Johannes Janke, 1 de Novembro de 1938 - 1 de Maio de 1939[1]

Formado em 1 de Novembro de 1938 em Mährisch Trübau a partir da IV./JG 132 com:
- Stab I./JG331 a partir do Stab IV./JG 132
- 1./JG331 a partir do 10./JG 132
- 2./JG331 a partir do 11./JG 132
- 3./JG331 a partir do 12./JG 132

Em 1 de Maio de 1939 foi redesignado I./JG 77:
- Stab I./JG331 became Stab I./JG77
- 1./JG331 se tornou 1./JG77
- 2./JG331 se tornou 2./JG77
- 3./JG331 se tornou 3./JG77

## Bases
| Data              | Local               | Aeronave |
| ----------------- | ------------------- | -------- |
| 1.11.38 - 3.2.39  | Mährisch Trübau     | Bf 109D  |
| 3.2.39 - 17.3.39  | Breslau-Schöngarten | Bf 109D  |
| 17.3.39 - 21.4.39 | Olmütz              | Bf 109D  |
| 21.4.39 - 1.5.39  | Breslau-Schöngarten | Bf 109D  |